# Маријестад
Маријестад (швед. Mariestad) град је у Шведској, у југозападном делу државе. Град је у оквиру Вестра Јеталанд округа, где је трећи град по значају. Маријестад је истовремено и седиште истоимене општине.
Маријестад је био седиште округа Скараборг, који је 1997. године укинут.

## Природни услови
Град Маријестад се налази у југозападном делу Шведске и Скандинавског полуострва. Од главног града државе, Стокхолма, град је удаљен 310 км западно. Од првог већег града, Гетеборга, град се налази 175 км североисточно.
Маријестад се развио на источној обали највећег шведског језера Ветерн, у подручју једног од његових вечих залива. Градско језгро се образовало на ушћу речице Тидан у језеро. Подручје града је бреговито, а надморска висина града је 50-70 метара.

## Историја
Подручје Маријестада било је насељено још у време праисторије. Данашње насеље основано је 1583. године.
Крајем 19. века, доалском железнице и развојем прве индустрије, Маријестад се почиње развијати. Ово благостање траје и дан-данас.

## Становништво
Маријестад је данас град средње величине за шведске услове. Град има око 16.000 становника (податак из 2010. г.), а градско подручје, тј. истоимена општина има око 24.000 становника (податак из 2012. г.). Последњих деценија број становника у граду стагнира.
До средине 20. века Венерсборг су насељавали искључиво етнички Швеђани. Међутим, са јачањем усељавања у Шведску, становништво града је постало шароликије.

## Привреда
Данас је Маријестад савремени град са посебно развијеном индустријом. Последње две деценије посебно се развијају трговина, услуге и туризам.

## Збирка слика
- Средиште Маријестада
- Главна градска црква
- Језеро Ветерн код Маријестада
- Позориште Маријестада